# شوبنا سامارت
شوبنا سامارت (هندی: शोभना समर्थ؛ ۱۷ نوامبر ۱۹۱۶ – ۹ فوریهٔ ۲۰۰۰) بازیگر، کارگردان فیلم و تهیه‌کننده فیلم اهل راج بریتانیا بود.
از فیلم‌ها یا مجموعه‌های تلویزیونی که وی در آن‌ها نقش داشته است، می‌توان به چالیا، تصویر نگار و دو دزد اشاره نمود.